# M80
A M80 Rádio é uma emissora de rádio portuguesa.

## História
Baseada na M80 espanhola, a estação arrancou em meados de 2007, emitindo para Lisboa (96.6 MHz), Porto (Matosinhos 89.5), Coimbra (Cantanhede 103.0) e Santarém (97.7). Mais tarde, a M80 chegou a Braga (Fafe - 103.8). No início de 2010, a M80 mudou de frequências, passando a ser ouvida em praticamente toda a região sul do país (Estremadura, Ribatejo, Alentejo e Algarve), mas também em Leiria e Viseu (Penalva do Castelo). Em junho, a estação chega a Vila Real (97.4), mantendo emissores em Coimbra, Porto e Fafe. A partir de janeiro de 2011, passa a emitir em Aveiro. Em meados de 2013, passa também a emitir nas frequências da ex-RBA: 89.2 MHz - Bragança e na RBA Planalto - 93.1 - Mogadouro, passando assim a cobrir praticamente todo a área Portugal Continental, exceto nos distritos de Viana do Castelo e Guarda. No início de dezembro de 2013, a M80 garante também emissão para Valongo, Manteigas e Sabugal, melhorando assim a cobertura no Porto, na Guarda e Castelo Branco. 
À data de 2020, a programação da M80 baseia-se essencialmente em êxitos da música pop e rock das décadas de 1970, 1980, 1990 e 2000, sendo que inicialmente passava apenas música das primeiras três décadas referidas. Desde 2019 que a M80 passa também ocasionalmente música portuguesa da primeira metade da década de 2010. Desde 2021, e uma vez por mês, realiza um fim de semana temático englobando o rock, pop, baladas, os anos 80 e anos 90 durante 24 horas.
Em junho de 2022 passa a pertencer ao grupo Bauer Media Audio, que adquiriu a Média Capital Rádios.

## Programação

Logotipo da M80 usado até 2025.

## Locutores
- Ana Moreira
- Elsa Teixeira
- Paulo Fernandes
- Vanda Miranda
- Sandra Ferreira
- Susana Romana
- Ana Carreira
- Francisco Gil
- Nelson Miguel
- Paula Fialho

## Programação[1]
| DIA DA SEMANA | PROGRAMA        | HORÁRIO | EQUIPA                                      | RÚBRICAS                                                                           |
| ------------- | --------------- | ------- | ------------------------------------------- | ---------------------------------------------------------------------------------- |
| 2ªf a 6ªf     | Manhãs da M80   | 07h-11h | Paulo Fernandes Elsa Teixeira Susana Romana | Macaquinhos no Sótão com Susana Romana Linha de Passe com Paulo Rico Hora dos 90's |
|               |                 | 11h-16h | Vanda Miranda                               |                                                                                    |
|               | Regresso a Casa | 16h-20h | Ana Moreira                                 |                                                                                    |
|               | Slow Down       | 20h-23h | Paula Fialho                                |                                                                                    |
| 2ªf a 5ªf     | M80 Ballads     | 23h-02h | Nelson Miguel                               |                                                                                    |
| 6ªf           | M80 Power Mix   | 23h-00h | Jay Lion                                    |                                                                                    |
| Sábado        | M80 Magazine    | 11h-13h | Vanda Miranda                               |                                                                                    |

## Podcasts
- O Lado B das Manhãs da M80
- Linha de Passe com Paulo Rico
- Macaquinhos no Sótão com Susana Romana
- Como Se Costuma Dizer com Sandra Braga Fernandes

## Rádios Online
- M80 Online
- M80 80's
- M80 Rock
- M80 90's
- M80 Ballads
- M80 Pop
- M80 70's
- M80 Dance
- M80 Indie
- M80 Portugal
- M80 Brasil
- M80 Disco
- M80 Soul
- M80 60's

## Frequências derádio FM
- Aveiro: 94.4 FM
- Beja: 106.4 FM / 107.1 FM
- Braga: 103.8 FM
- Bragança: 89.2 FM / 90.0 FM / 93.1 FM
- Coimbra: 98.4 FM
- Évora: 106.4 FM
- Faro: 106.1 FM / 107.1 FM
- Guarda: 104.4 FM / 96.8 FM
- Leiria: 93.0 FM / 96.4 FM
- Lisboa: 104.3 FM
- Portalegre: 106.7 FM
- Porto: 90.0 FM / 105.8 FM
- Santarém: 96.4 FM
- Setúbal: 104.3 FM / 107.5 FM
- Vila Real: 97.4 FM
- Viseu: 95.6 FM